# Felvinczi Sándor
Felvinczi Sándor (Lécfalva, 1641 – Debrecen, 1686. március 29.) református lelkész.

## Élete
Erdélyi származású; tanult Felvincen, Nagyenyeden, azután Nagyváradon, hol szülei elhaltak. Mikor a török Nagyváradot ostromolta, ő is azon tanulók közt volt, kik a várat oltalmazták. 1660. augusztus 27. a török bevette Nagyváradot és Felvinczi az el nem esett tanulókkal Martonfalvi Tóth György tanár vezetése alatt Debrecenbe, majd Sárospatakra ment tanulni, hol senior is volt. Innét, 1667 körül Kassára ment iskolaigazgatónak, hol két évig hivataloskodott; teológiát és bölcseletet tanított. Azután a kassai egyház költségén külföldi egyetemekre ment és 1669–1670-ben Leidenben tanult. Haza jövén ismét Kassán volt iskolaigazgató három évig; mely idő alatt többször a templomban is prédikált, mert az odavaló pap, Kabai Bodor Gellért az üldözés alatt foglyul ejtetett. Végre neki is menekülnie kellett Kassáról és Debrecenben huzódott meg; innét Zilahra ment, hol négy évig volt pap és esperes. 1675. június 23. Zilahra ordináltatott papnak mint akadémikus. 1679-ben már Debrecenben volt lelkész; itt nyolc évig volt pap és esperes. 1684. június 20. a debreceni egyházmegye esperese lett. Az egyházmegye jegyzőkönyve szerint:
„Hogy a mi meghalt Seniorunknak (esperes) F. S.-nak nagy jelentőségű és sok hasznú irott munkái napvilágot lássanak, ezért tisztességes követek által az Erdélyi Fejedelem megkeresendő.”

## Munkái
- Disputationum theologicarum Absurditates Papisticas ex Concilio Tridentino, et aliis Pontificiis Doctoribus exhibentium… sub praesidio Johannis Valckenier. Lugd. Bat., 1669. Öt rész.
- A Jehova nevében a pestisről valo Rövid Beszelgetes. Mellyben Le-rajzoltatik Nyólcz Prédikációknak alkalmatosságával a Pestisnec, avagy döghalált szerző nyavalyának egész természete, minden ehez tartozandó környülálló dolgokkal egyetemben, a mennyire az Istennek szent Könyve és a Természet vizsgálók azt minekünk elönkben adgyák. Mellyet a melléje foglalt böjtre tartozó Könyörgéssel egygyütt, az Isten igaz itéletinek meg-mutogatására, a bünösöknek fel-serkentésere, és a sok gyászos epekedő lelkeknek vigasztalására tött… Debreczen, 1679
- A jo Istennec Nevében, Lelki Diadalomrul valo oktatas. Mellyet a Debreczeni Nagy Templomban 1682. Eszt. Boldog Aszszony havának negyedic napjánac reggeli óráján tett… Debreczen, 1682
- Cum Bono Deo. Haeriosologia, id est Dissertatio De Haeresibus, Quas Ex Augustino, Lamberto Danaeo, Eusebio… in ordinem alphabeticum redigit… Debreczen, 1683
- Igaz Özvegy. Az az: Olly idvességes halotti pompának alkalmatosságával lett tanitás, mellyben az Igaz Özvegynek minden tisztei és dicséreti egy csomóban köttetnek, és le rajzoltatnak. Mellyet: Nehai, Nemzetes Isaah Peter Uramnak… meg-maradott igaz özvedgyének, néhai bóldog emlekezetű Csapo Borbala Aszszonnak, meg-hidegedett tetemeinek eltakarittatásának idején, a Debreczeni nagy Temetőben, Kis Asszony havának első napján 10 órakor 1684-ben praedikállott; mostan pedig mind az idvezült Aszszonynak s mind kedves edgyetlen egy leányának, N. Isaah Ersebeth Aszonynak kévánságára szem-eleiben terjesztett. Debreczen, 1684